# Airtransse
Airtransse (株式会社エアトランセ, Kabushiki-gaisha Eatoransu) est une compagnie aérienne japonaise créée en 2004. 

## Flotte

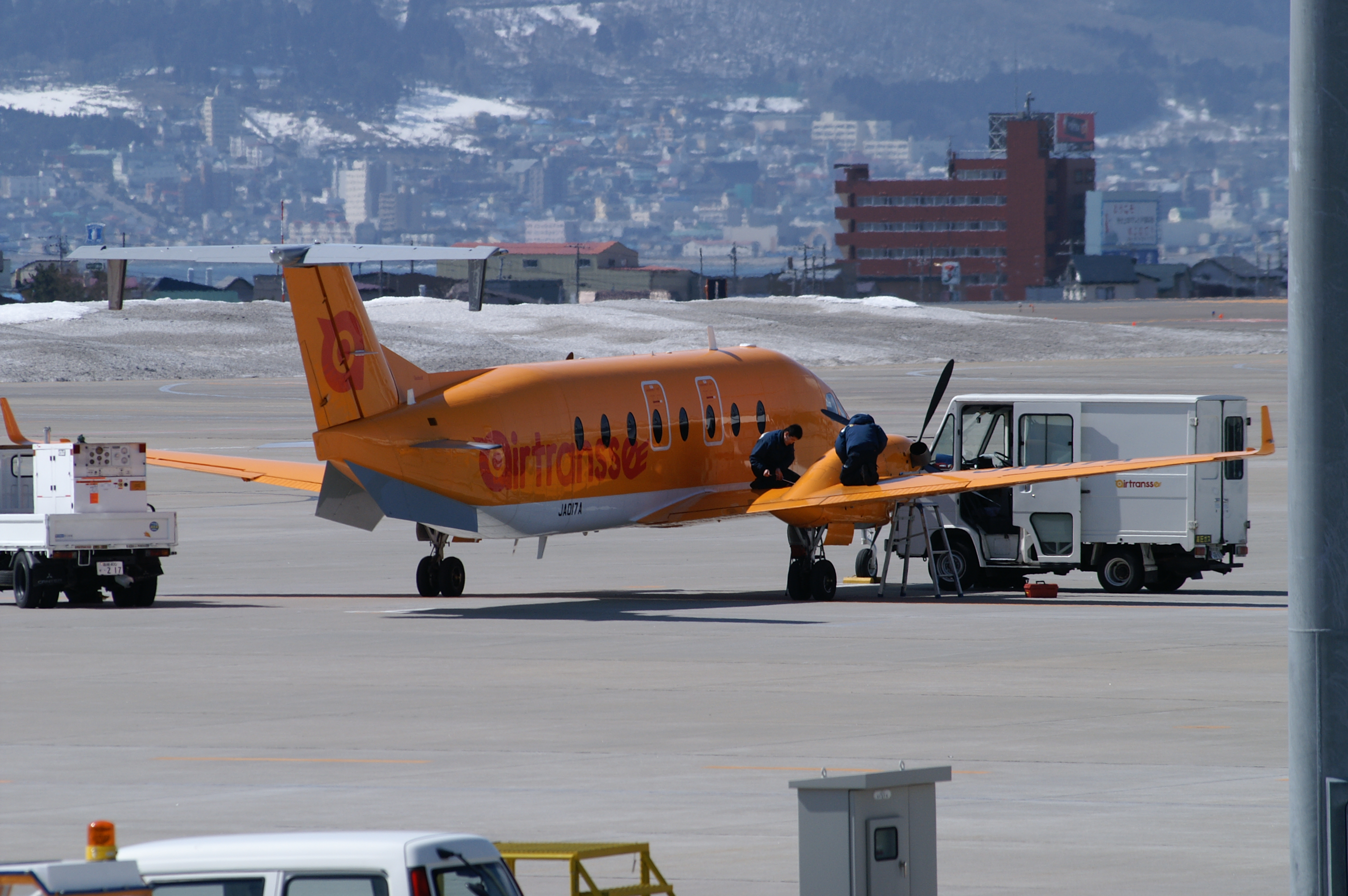
Un Raytheon Beech 1900D Airliner de Airtransse à l'aéroport de Hakodate.

Trois Raytheon Beech 1900D Airliner.